# 14. Unterseebootsflottille
A 14. Unterseebootsflottille foi uma unidade de U-Boots da Kriegsmarine que atuou durante a Segunda Guerra Mundial. A Flotilha foi criada no dia 15 de Dezembro de 1944 e serviu até o final da Segunda Guerra Mundial.

## Bases
| Dezembro de 1944 - Maio de 1945 | Narvik |

## Comandante
| Comandante               | Data                            |
| ------------------------ | ------------------------------- |
| Korvkpt. Helmut Möhlmann | Dezembro de 1944 - Maio de 1945 |

## Tipos de U-Boot
Serviram nesta flotilha os seguintes tipos de U-Boots:
VIIC e VIIC41

## U-Boots
Foram designados ao comando desta Flotilha um total de 8 U-Boots durante a guerra:
U-294, U-295, U-299, U-318, U-427, U-716, U-995, U-997